# Elizabeth Bay (Namibia)
Elizabeth Bay (niem. Elisabethbucht) opuszczone miasto w południowej Namibii, położone niedaleko miasta Lüderitz. W ostatnich latach Elizabeth Bay stało się atrakcją turystyczną.